# Rothmannia globosa
Rothmannia globosa är en måreväxtart som först beskrevs av Ferdinand von Hochstetter, och fick sitt nu gällande namn av Ronald William John Keay. Rothmannia globosa ingår i släktet Rothmannia och familjen måreväxter. Inga underarter finns listade i Catalogue of Life.